# Marko Kešelj
Marko Kešelj (cyr. Марко Кешељ; ur. 2 stycznia 1988 w Belgradzie) – serbski koszykarz, występujący na pozycji niskiego skrzydłowego, reprezentant kraju, członek zarządu Crvenej zvezdy Belgrad.

## Życiorys
Jako koszykarz grał na pozycji niskiego skrzydłowego. Występował m.in. w klubach z Hiszpanii, Serbii i Grecji. W 2010 uczestniczył w drafcie NBA, nie został wówczas wybrany. W 2015 reprezentował Portland Trail Blazers podczas rozgrywek letniej ligi NBA w Las Vegas. Był reprezentantem Serbii, brał udział w mistrzostwach świata (2010) i Europy (2011).
W 2021 powołany do zarządu klubu Crvena zvezda Belgrad. Przed wyborami parlamentarnymi w 2022 otrzymał trzynaste miejsce na liście koalicji skupionej wokół prezydenta Aleksandara Vučicia i jego Serbskiej Partii Postępowej; w wyniku głosowania uzyskał mandat posła do Zgromadzenia Narodowego Republiki Serbii. W 2023 kandydował natomiast z szóstego miejsca tej koalicji w wyborach miejskich w Belgradzie, uzyskując w głosowaniu wybór na radnego zgromadzenia miejskiego.

## Osiągnięcia
Stan na 21 lutego 2022, na podstawie, o ile nie zaznaczono inaczej.

### Drużynowe
- Mistrz:
  - Euroligi (2012)
  - FIBA Eurocup (2007)
  - Ligi Adriatyckiej (2019)
  - Serbii (2018, 2019)
  - Grecji (2012)
- Wicemistrz:
  - Ligi Adriatyckiej (2018)
  - Serbii (2009)
- Zdobywca:
  - pucharu:
    - Grecji (2011)
    - Belgii (2017)

  - Superpucharu Ligi Adriatyckiej (2018)
- Finalista:
  - pucharu:
    - Grecji (2012)
    - Serbii (2009, 2015, 2018, 2019)

  - Superpucharu Belgii (2016)

### Indywidualne
(* – nagrody przyznane przez portal Eurobasket.com)
- Zaliczony do*:
  - III składu ligi serbskiej (2015)
  - składu honorable mention ligi:
    - adriatyckiej (2015)
    - serbskiej (2010)

### Reprezentacja
Seniorska
- Uczestnik:
  - mistrzostw świata (2010 – 4. miejsce)
  - Europy (2011 – 8. miejsce)
  - turnieju London Invitational Tournament (2011 – 4. miejsce)
  - kwalifikacji do Eurobasketu (2011)

Młodzieżowe
- Mistrz:
  - uniwersjady (2009)
  - świata U-19 (2007)
  - Europy U-20 (2008)
- Uczestnik Europy U-16 (2004 – 9. miejsce)[8]
- Zaliczony do II składu uniwersjady (2009)*